# Gran Premio de Bélgica de Motociclismo de 1964
El Gran Premio de Bélgica de Motociclismo de 1964 fue la sexta prueba de la temporada 1964 del Campeonato Mundial de Motociclismo. El Gran Premio se disputó el 5 de julio de 1964 en el Circuito de Spa.

## Resultados 500cc
En la categoría reina, victoria habitual de Mike Hailwood aunque hubo una lucha increíble entre Phil Read, Paddy Driver y Jack Ahearn que se decidió por tan solo 50 metros.
| Pos.    | Piloto                | Moto      | Tiempo       | Pts. |
| ------- | --------------------- | --------- | ------------ | ---- |
| 1       | Mike Hailwood         | MV Agusta | 1h 04' 23" 5 | 8    |
| 2       | Phil Read             | Matchless | +4' 30" 3    | 6    |
| 3       | Paddy Driver          | Matchless | +4' 34" 1    | 4    |
| 4       | Jack Ahearn           | Norton    | +4' 41" 7    | 3    |
| 5       | Jack Findlay          | Matchless | +1 Vuelta    | 2    |
| 6       | Derek Woodman         | Matchless | +1 Vuelta    | 1    |
| 7       | Fred Stevens          | Matchless | +1 Vuelta    |      |
| 8       | Vernon Cottle         | Norton    | +1 Vuelta    |      |
| 9       | Dan Shorey            | Norton    |              |      |
| 10      | Roy Robinson          | Norton    |              |      |
| 11      | Raymond Bogaerdt      | Norton    |              |      |
| 12      | Aart van Kooy         | Norton    |              |      |
| 13      | Ian Burne             | Norton    |              |      |
| Ret     | Gyula Marsovszky      | Matchless | Ret          |      |
| Ret     | Allen-Roger C. Hunter | Matchless | Ret          |      |
| Ret     | Mike Duff             | AJS       | Ret          |      |
| Ret     | Heiner Butz           | Norton    | Ret          |      |
| Ret     | Lewis Young           | Matchless | Ret          |      |
| Ret     | Benedicto Caldarella  | Gilera    | Ret          |      |
| Ret     | Walter Scheimann      | Norton    | Ret          |      |
| Ret     | John Somers           | Norton    | Ret          |      |
| Ret     | Morrie Low            | Norton    | Ret          |      |
| Ret     | Dennis Fry            | Norton    | Ret          |      |
| Fuente: |                       |           |              |      |

## Resultados 250cc
En el cuarto de litro, victoria sorpresa del canadiense Mike Duff, primero de esta nacionalidad que vencía un GP. El triunfo fue tan inesperado que la organización no tenía disponible una bandera canadiense y tuvo que ser izada la Union Jack británica. El favorito al título mundial, Jim Redman, quedó segundo a 36 segundos de Duff.
| Pos. | Piloto             | Moto        | Tiempo      | Pts. |
| ---- | ------------------ | ----------- | ----------- | ---- |
| 1    | Mike Duff          | Yamaha      | 39' 57" 3   | 8    |
| 2    | Jim Redman         | Honda       | +36"        | 6    |
| 3    | Alan Shepherd      | MZ          | +49"        | 4    |
| 4    | Tommy Robb         | Yamaha      | +2' 14" 3   | 3    |
| 5    | Tarquinio Provini  | Benelli     | +2' 23" 6   | 2    |
| 6    | Isamu Kasuya       | Honda       | +2' 23" 8   | 1    |
| 7    | Bruce Beale        | Honda       |             |      |
| 8    | Alberto Pagani     | Paton       |             |      |
| 9    | Gilberto Milani    | Aermacchi   |             |      |
| 10   | Günter Beer        | Honda       | + 1 Vuelta  |      |
| 11   | Ginger Molloy      | Bultaco     | + 1 Vuelta  |      |
| 12   | Trevor Barnes      | Moto Guzzi  | + 1 Vuelta  |      |
| 13   | Siegfried Lohmann  | Adler       | + 1 Vuelta  |      |
| 14   | Raymond Bogaerdt   | Aermacchi   | + 1 Vuelta  |      |
| 15   | Philippe Toussaint | Moto Morini | + 2 Vueltas |      |

## Resultados 50cc
En la categoría pequeña, terminó en un emocionante sprint hasta el final entre tres marcas. Ralph Bryans ganó con su Honda RC 113 por delante de Hans-Georg Anscheidt (Kreidler) y Hugh Anderson (Suzuki RM 64].
| Pos. | Piloto               | Moto     | Tiempo     | Pts. |
| ---- | -------------------- | -------- | ---------- | ---- |
| 1    | Ralph Bryans         | Honda    | 28' 39" 6  | 8    |
| 2    | Hans-Georg Anscheidt | Kreidler | +0" 3      | 6    |
| 3    | Hugh Anderson        | Suzuki   | +0" 5      | 4    |
| 4    | Mitsuo Itoh          | Suzuki   | +3" 2      | 3    |
| 5    | Isao Morishita       | Suzuki   | +54" 2     | 2    |
| 6    | Rudolf Kunz          | Kreidler | +1' 48" 2  | 1    |
| 7    | Cees van Dongen      | Kreidler | +2' 20" 3  |      |
| 8    | Raymond Bogaerdt     | Honda    | + 1 Vuelta |      |